# Rhachis comorensis
Rhachis comorensis е изчезнал вид сухоземно коремоного от семейство Cerastidae.

## Разпространение
Видът е бил ендемичен за Майот в Индийския океан.